# ガリリャーノ川
ガリリャーノ川（ガリリャーノがわ、Garigliano）は、イタリア・ラーツィオ州とカンパーニア州との境界を流れティレニア海に注ぐ川である。
カンパーニアの古い行政区分であるテッラ・ディ・ラヴォーロ内部に属していたが、1927年までに行政上の境界が変更されて全ての川筋がラーツィオ州とカンパーニア州の境界となった。

## 地理
上流のリーリ川とガリリャーノ川の合計全長は158km、流域面積は5,020km2で、イタリアでの流域面積第10位、海に直接流れ出る川では6位となっている。川の平均流量は河口付近において120立方メートル毎秒（最低25、最大1,200立方メートル毎秒）で、距離・面積・流量ともにヴォルトゥルノ川を越えている。これはテーヴェレ川以南ではイタリアで最も流量が多い。
約63万年前に形成されたロッカモンフィーナの火山は、川の流れを長期間せき止め、川は恐らくヴォルトゥルノに合流し「リリーノ湖」を作り、スイオにある侵食は湖が空になる約20万年前まで新たに水が海に向かい流れる事を妨害したことを示している。

## 流路
ラーツィオ州フロジノーネ県カッシーノ市の南のサンタポッリナーレでラーピド川（ガーリ川）とリーリ川が合流してガリリャーノ川となる。南へ流れ、北岸の古代ローマ都市「ミントゥルナエ」と南岸の観光地バイア・ドミツィアの間からティレニア海のガエータの湾に注ぐ。
右岸にはペッチア川「コクルッツォ」（Cocuruzzo）掘と「リオ・タヴァーラ」（Rio Travata）、左岸にはアウセンテ川と言った支流を持つ。国道430号「ガリリャーノ谷」線が川沿いに延びる。

## 呼称
ラテン語では「Liris」と呼ばれて、中世には「緑の川」と言われた。現在の名前は「Caris lirianus」（リーリのガーリ）と表現を変形させてある。イタリアの川の一覧には、水源からティレニア海の河口までの全部を一つの流れとしてリーリ＝ガリリャーノという表記で記載される。昔の図版ではリーリ川の水源からティレニア海にある河口までが「ガリリャーノ」という呼称もあったことを証明されている。
Liris nunc Garigliano Fiume che termina la Terra di Lavoro—Prouincia del Lavoro、Ameti, mappa de Il Lazio, 1693

## 歴史
スイオにある硫黄質の温泉水はプリニウスにより語られる「ヴェシネエ水」で知られ、水源は既にローマ時代には使用されていた。
川の谷は大昔に海岸と内陸とを結ぶ交通の要所であり、そのためここでは多くの歴史的な戦闘が繰り返された。
- ガリリャーノの戦い (915年)（英語版）では、 アルベリーコ1世・ディ・スポレート公率いるヨハネス10世のキリスト同盟と谷に入植を始めていたイスラム教徒とで行われた。
- 1503年の戦いでは、スペイン軍がフランスに対してナポリ王国の支配を決定する勝利をおさめた。

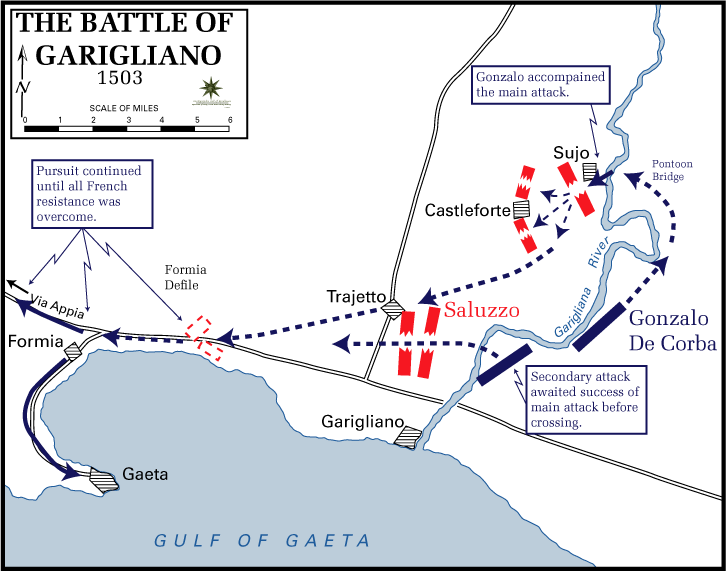
1503年のガリリャーノの戦い

- 1860年の戦いでは、ピエモンテ軍の作戦でブルボン軍が敗走した。
- 1943年11月の第二次世界大戦の時には、連合軍とドイツ軍との激しい戦闘の舞台となり、グスタフ線の一部は川筋に沿って引かれた。

1503年にはロレンツォ・デ・メディチの息子ピエロ・デ・メディチがこの川で溺死した。
河口付近にはアッピア街道(SS 7)とヴァリアンテ・アッピア(SS 7 var)が横切る。
第2次世界大戦の前ではイタリアで最初に建設された吊り橋、歴史的な「レアル・フェルディナンド」橋が利用されていた。今では鋼鉄のアーチ橋と中央に支柱のある最新型の橋もある。
現在、川の水は、農業と工業用の灌漑が行われている。1964年に建設され1978年に閉鎖、1982年に作動不能とされたセッサ・アウルンカの原子力発電所にも供給されていた。

## 支流
- ラーピド川（ガーリ川）